# Toms Skujiņš
Toms Skujiņš (ur. 15 czerwca 1991 w Siguldzie) – łotewski kolarz szosowy, były unihokeista i hokeista.
Przez 5 lat trenował judo, przez rok hokej, następnie unihokej. Był powoływany do drużyny narodowej Łotwy w unihokeju, lecz porzucił ten sport na rzecz kolarstwa, które zaczął trenować w 2011 roku.

## Najważniejsze osiągnięcia
2013
- 1. miejsce na 2. etapie Tour de Blida
- 1. miejsce w Wyścigu Pokoju U23
  - 1. miejsce na 3. etapie
- 3. miejsce w mistrzostwach Łotwy (start wspólny)
- 3. miejsce w mistrzostwach Europy do lat 23 (start wspólny)

2014
- 1. miejsce w Tour de Beauce
  - 1. miejsce w klasyfikacji punktowej
  - 1. miejsce na 2. i 5. etapie

2015
- 1. miejsce na 3. etapie Tour of California
- 1. miejsce w Winston-Salem Cycling Classic
- 3. miejsce w Philadelphia International Cycling Classic
- 2. miejsce w Tour de Beauce
- 4. miejsce w Wyścigu Solidarności i Olimpijczyków
- 2. miejsce w The Reading 120

2016
- 1. miejsce na 5. etapie Tour of California
- 3. miejsce w mistrzostwach Łotwy (jazda ind. na czas)
- 3. miejsce w mistrzostwach Łotwy (start wspólny)

2017
- 2. miejsce w Settimana Internazionale Coppi e Bartali
- 1. miejsce na 2. etapie
- 2. miejsce w mistrzostwach Łotwy (jazda ind. na czas)

2018
- 1. miejsce w Trofeo Lloseta-Andratx
- 1. miejsce w klasyfikacji górskiej Tour of California
  - 1. miejsce na 3. etapie
- 1. miejsce w mistrzostwach Łotwy (jazda ind. na czas)
- 1. miejsce w Tre Valli Varesine

2019
- 1. miejsce w mistrzostwach Łotwy (start wspólny)
- 3. miejsce w Tre Valli Varesine

2021
- 1. miejsce w mistrzostwach Łotwy (jazda ind. na czas)
- 1. miejsce w mistrzostwach Łotwy (start wspólny)

2022
- 1. miejsce w klasyfikacji górskiej Tour de Romandie
- 1. miejsce w mistrzostwach Łotwy (jazda ind. na czas)
- 4. miejsce w Maryland Cycling Classic

2023
- 1. miejsce w mistrzostwach Łotwy (jazda ind. na czas)
- 3. miejsce w mistrzostwach Łotwy (start wspólny)

2024
- 2. miejsce w Strade Bianche
- 5. miejsce w igrzyskach olimpijskich (start wspólny)
- 4. miejsce w mistrzostwach świata (start wspólny)

## Rankingi
| Rok              | 2010 | 2011 | 2012 | 2013 | 2014 | 2015 | 2016 | 2017 | 2018 | 2019 | 2020 | 2021 | 2022 | 2023 | 2024 |
| ---------------- | ---- | ---- | ---- | ---- | ---- | ---- | ---- | ---- | ---- | ---- | ---- | ---- | ---- | ---- | ---- |
| UCI World Tour   |      |      |      |      |      |      | -    | -    | 138. |      |      |      |      |      |      |
| World Ranking    |      |      |      |      |      |      | 528. | 507. | 96.  | 128. | 427. | 145. | 94.  | 59.  | 27.  |
| UCI Europe Tour  | 113. | 249. | 528. | 36.  | 664. | 521. | 524. | 277. | 61.  | 106. | 351. | 124. | 79.  | 48.  | 22.  |
| UCI America Tour | -    | -    | -    | -    | 13.  | 1.   | 189. | -    | 104. |      |      |      |      |      |      |
| UCI Africa Tour  | -    | -    | -    | 141. | -    | -    | -    | -    | -    |      |      |      |      |      |      |
|                  |      |      |      |      |      |      |      |      |      |      |      |      |      |      |      |
| Źródło: UCI      |      |      |      |      |      |      |      |      |      |      |      |      |      |      |      |